# 11824 Alpaidze
11824 Alpaidze (1982 SO5) là một tiểu hành tinh vành đai chính được phát hiện ngày 16 tháng 9 năm 1982, bởi L. I. Chernykh ở Đài vật lý thiên văn Crimean. Its name honors Galaktion Alpaidze, a Soviet military leader và chief of the Plesetsk rocket proving ground.